# Фокарине (Асколи Пичено)
Фокарине (итал. Focarine) насеље је у Италији у округу Асколи Пичено, региону Марке.
Према процени из 2011. у насељу је живело 6 становника. Насеље се налази на надморској висини од 324 м.